# THEMIS (satelliti)
THEMIS (acronimo inglese per Time History of Events and Macroscale Interactions during Substorms, ovvero Cronistoria degli eventi e interazioni su macroscala durante le sub-tempeste) è una missione della NASA nell'ambito del Programma Explorer compiuta contemporaneamente da 5 satelliti artificiali che hanno ricevuto la numerazione compresa tra Explorer 85 e Explorer 89.

## Il lancio
Per il trasporto in orbita dei cinque satelliti venne scelto come vettore un razzo di classe Delta, con base di partenza Cape Canaveral. La prima data scelta per il lancio fu il 19 ottobre 2006 ma a causa di problemi nell'assemblaggio del secondo stadio del razzo, l'avvio della missione venne rimandato al 15 febbraio 2007. Due giorni prima della nuova data di partenza, il maltempo bloccò le operazioni di rifornimento del carburante del secondo stadio, facendo decidere per un rinvio di 24 ore. Il 16 febbraio le operazioni di lancio vennero interrotte a 4 minuti dalla partenza quando dai palloni sonda venne rilevato un vento d'alta quota sfavorevole. Infine alle 23:01 GMT (18:01 locali) del 17 febbraio il lancio poté avere luogo.
73 minuti dopo il lancio i satelliti furono sganciati dal vettore e dopo altri 53 venne confermata l'avvenuta separazione dei cinque satelliti.

## La missione
THEMIS è una missione dedicata allo studio della magnetosfera, della riconnessioni magnetiche e della loro correlazione con l'intensità e la frequenza delle aurore boreali.

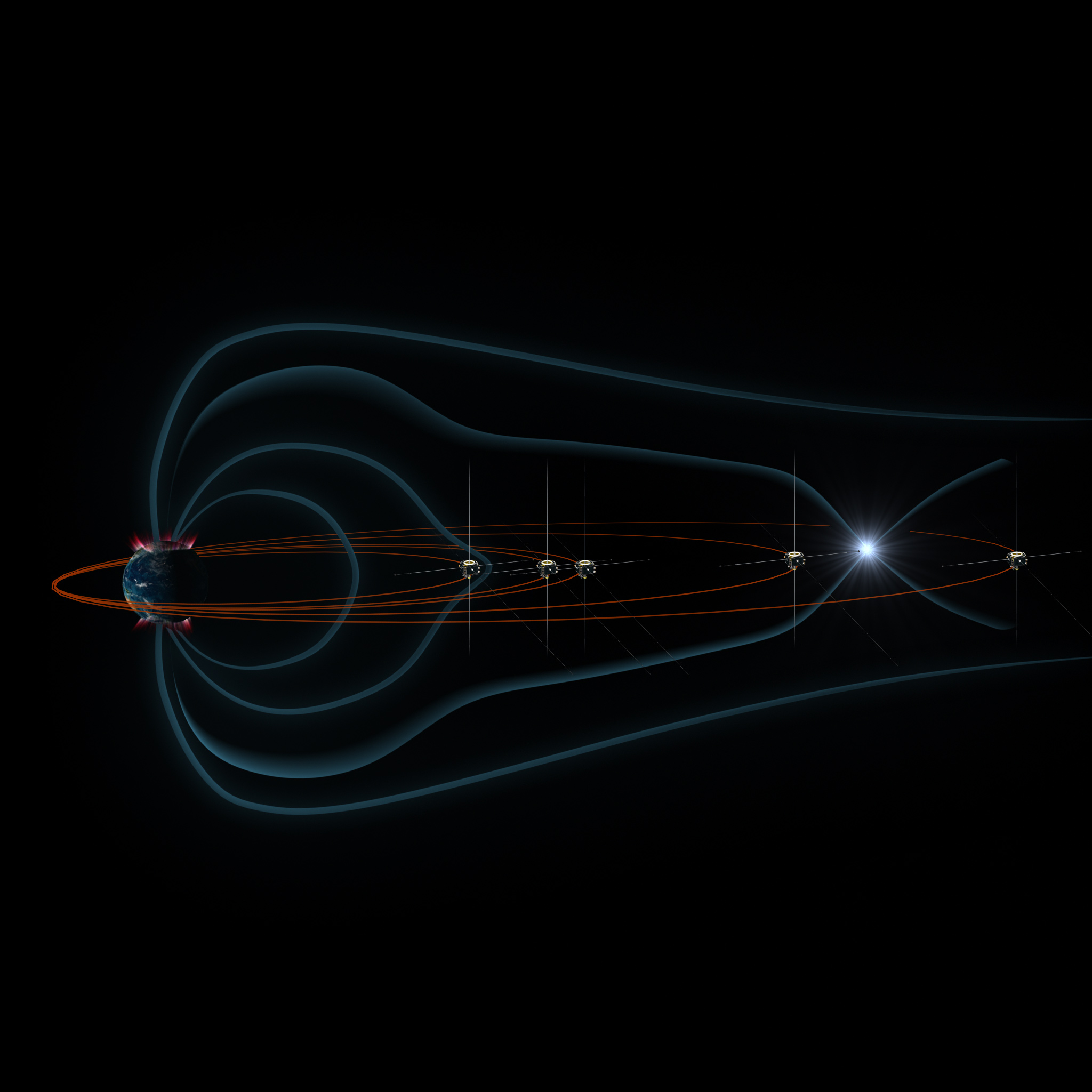
Schema delle orbite dei cinque satelliti di Themis durante la fase 3.

I satelliti sono disposti su orbite con perigeo simile, compreso tra 1,15 e 1,5 raggi terrestri, ma differente apogeo (~30, ~20, ~12, ~12, ~10 raggi terrestri) e conseguentemente diverso periodo orbitale (~4, ~2, ~1, ~1, ~1 giorno rispettivamente). Le orbite sono state definite in modo che l'allineamento dei satelliti si verifichi in corrispondenza della coda della magnetosfera e che l'allineamento sia in corrispondenza del Nord America sul cui territorio sono stati predisposti venti osservatori terrestri. Durante gli allineamenti sarà possibile valutare la variazione dell'intensità del campo magnetico in funzione dell'altezza dell'orbita.
La missione originale è stata suddivisa in cinque fasi:
1. i cinque satelliti procedono sulla stessa orbita con il principale obiettivo di verificare e tarare gli strumenti;
2. i satelliti vengono posti sulle orbite differenziate; gli allineamenti si verificano nella zona del tramonto;
3. gli allineamenti si verificano nella zona notturna, ovvero nella coda della magnetosfera;
4. gli allineamenti si verificano nella zona dell'alba;
5. gli allineamenti si verificano nella zona diurna.

Nel 2008 è stato deciso il prolungamento della missione fino al 2012.
Nel 2010 la NASA ha deciso di estendere ulteriormente la missione trasferendo due satelliti (THEMIS-B e THEMIS-C) su un'orbita prossima alla Luna, di forma complessa. La nuova missione è stata ribattezzata nel 2019 THEMIS-ARTEMIS, mentre i due satelliti sono stati rinominati fin dal 2010 ARTEMIS-P1 e ARTEMIS-P2.

## Risultati scientifici
Nel 2007 THEMIS ha individuato prove a sostegno delle correnti di Birkeland, ovvero delle linee di connessione diretta tra il Sole e la Terra.,
Il 26 febbraio 2008 per la prima volta è stato possibile predire (con 96 secondi di anticipo) il manifestarsi di un'aurora boreale avendo individuato nella coda della magnetosfera un evento di riconessione magnetica che ha innescato un sub-tempesta.